# Elvis Meets Nixon
Elvis Meets Nixon è un film TV del 1997 diretto da Allan Arkush, in stile mockumentary (finto documentario).
Si tratta di un resoconto romanzato dell'episodio realmente accaduto il 21 dicembre 1970, quando Elvis Presley incontrò il Presidente degli Stati Uniti d'America Richard Nixon alla Casa Bianca.

## Trama

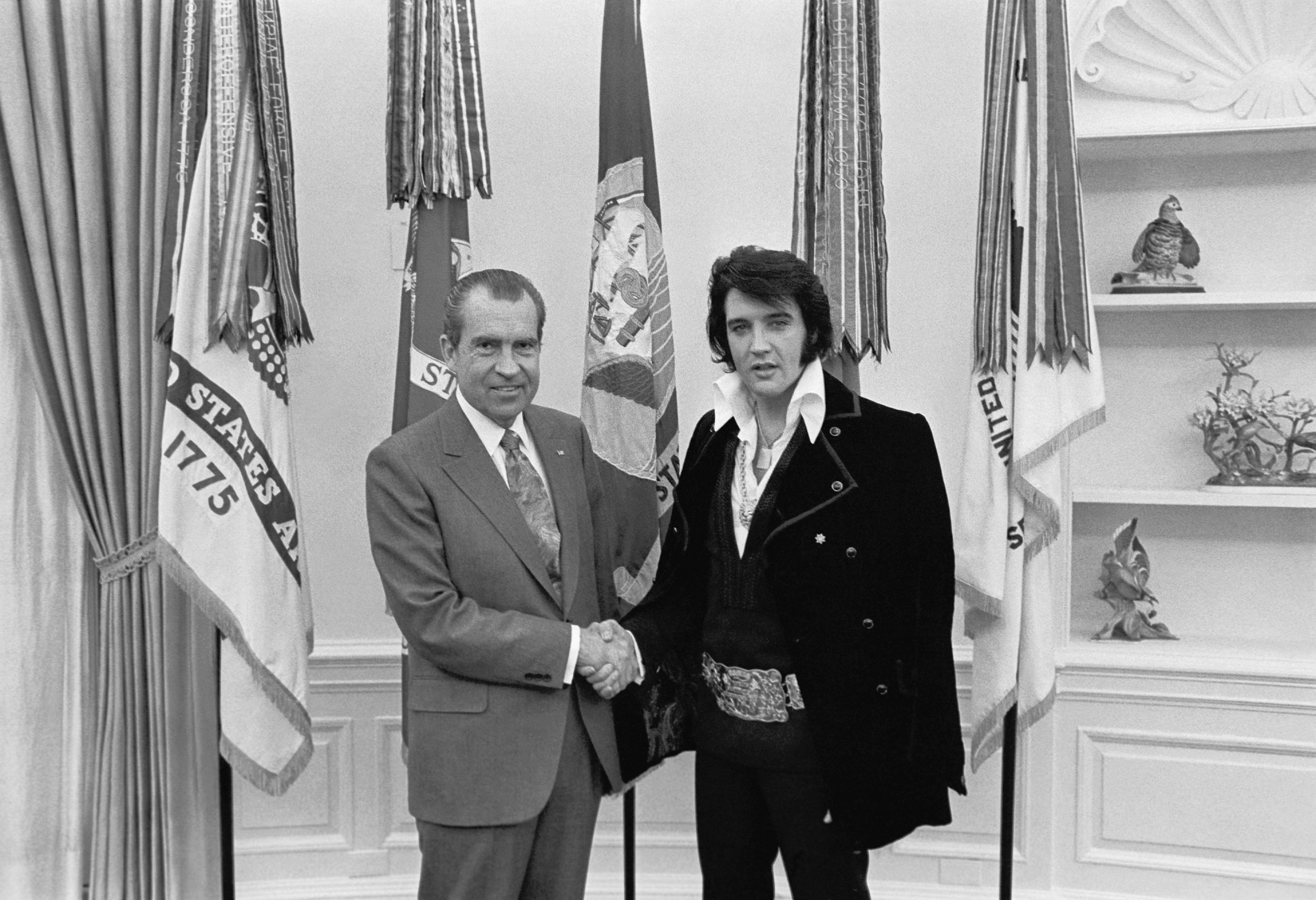
Nixon e Presley nello Studio Ovale il 21 dicembre 1970. L'incontro fu tenuto segreto fino al 27 gennaio 1972, quando la notizia uscì sul The Washington Post.

Elvis Presley, annoiato dalla sua esistenza da recluso a Graceland, lascia la casa da solo per la prima volta da quando aveva 21 anni. Finisce in California ed è convinto da un attivista contro la guerra del Vietnam di essere responsabile della nascita della controcultura degli anni '60 attraverso la sua influenza sui Beatles. Questo spinge Elvis a scrivere una lettera al presidente Nixon chiedendo di essere nominato "Agente federale onorario della Narcotici". In realtà non esiste una posizione del genere, ma Nixon, desideroso disperatamente di conquistare la gioventù americana, decide di incontrare Elvis nel tentativo di migliorare la sua immagine presso i "giovani".